# Bermudi
Bermudi so otoško čezmorsko ozemlje Združenega kraljestva s samoupravo v Atlantskem oceanu.